# Torre di Porta Padova
La torre di Porta Padova, citata anche come torre dell'Orologio, è un edificio situato nel centro storico di Camposampiero.
La torre era parte delle mura di cinta del castello feudale di Camposampiero e deve il suo nome alla vicinanza a una delle cinque porte d'accesso alla struttura, l'antica Porta Padova, che si trovava a pochi passi, lungo l'antica via Aurelia, oggi strada regionale 307.

## Storia
La storia della torre nei secoli, ripercorre le vicissitudini e dominazioni del castello.

### Dominazione Camposampiero (circa 1000-1343) e Carraresi (1343 - 1405)
A questa prima fase corrisponde la costruzione da parte della famiglia Camposampiero e la prima funzione della torre, prettamente militare.
La data esatta di costruzione non è nota ma è possibile ipotizzare che sia contemporanea alla costruzione generale del castello e alla torre di Palazzo Tiso, databile attorno al 1100.
La funzione di difesa rimarrà predominante fino alla fine della dominazione Carrarese.

### Dominazione veneziana (1405 - 1797)
Per ragioni storiche, date dal lungo periodo di pace sotto la dominazione della Repubblica di Venezia, politiche, date dalla volontà dei veneziani di un maggior controllo sulla città (schierata con i Carraresi e conquistata poi dai veneziani) e militari, date dalla crescente inefficacia delle mura con l'introduzione della armi da fuoco; la funzione difensiva del castello venne progressivamente meno.
La lenta ma inesorabile opera di demolizione del castello ebbe quindi inizio nel 1405 quando la Serenissima estese il suo dominio sul padovano.
In questo contesto la torre cesserà progressivamente la sua funzione difensiva per iniziare la sua storia civile.
Nel 1437 gli ambienti al pianterreno verranno locati a un privato, Andrea Mosca, originario di Santa Giustina in Colle, medico chirurgo, il quale la utilizzò come infermeria e sala chirurgica.
Al 1450 circa viene datata la campana bronzea.
Nella notte fra il 1º e e il 2 ottobre 1513 il castello venne assalito ed espugnato dagli spagnoli guidati dal generale Cardona nel corso della Guerra di Cambrai.
La data di installazione dell'orologio non è nota, tuttavia una rappresentazione di torre dotata di orologio è presente sullo sfondo della tela di Bonifacio de Pitati, Predica dal Noce, datata 1530 circa, ospitata presso il vicino Santuario del Noce.
Secondo alcuni storici, il fondale illustra il paesaggio di Camposampiero visto da Nord (dal Santuario del Noce) con riconoscibili appunto, la torre dell'orologio e la porta che dava accesso al castello in direzione della chiesa di San Giovanni e Antonio. Ciò nonostante secondo altri autori non vi è certezza né sull'affidabilità delle strutture ritratte, né sul fatto che queste rappresentino effettivamente il castello di Camposampiero.
Tra il 1605 e l'inizio del Settecento risultano abbattute le mura, le porte e ripianati gli spalti del castello.
Conferma dello stato del castello viene data, a inizio Settecento, dall'incisione di Vincenzo Maria Coronelli, Camposampiero veduto dalla parte di ponente. In quest'opera la torre risulta smantellata nella parte superiore e conservante ancora le tracce dell'assalto del Cardona di inizio 1500.

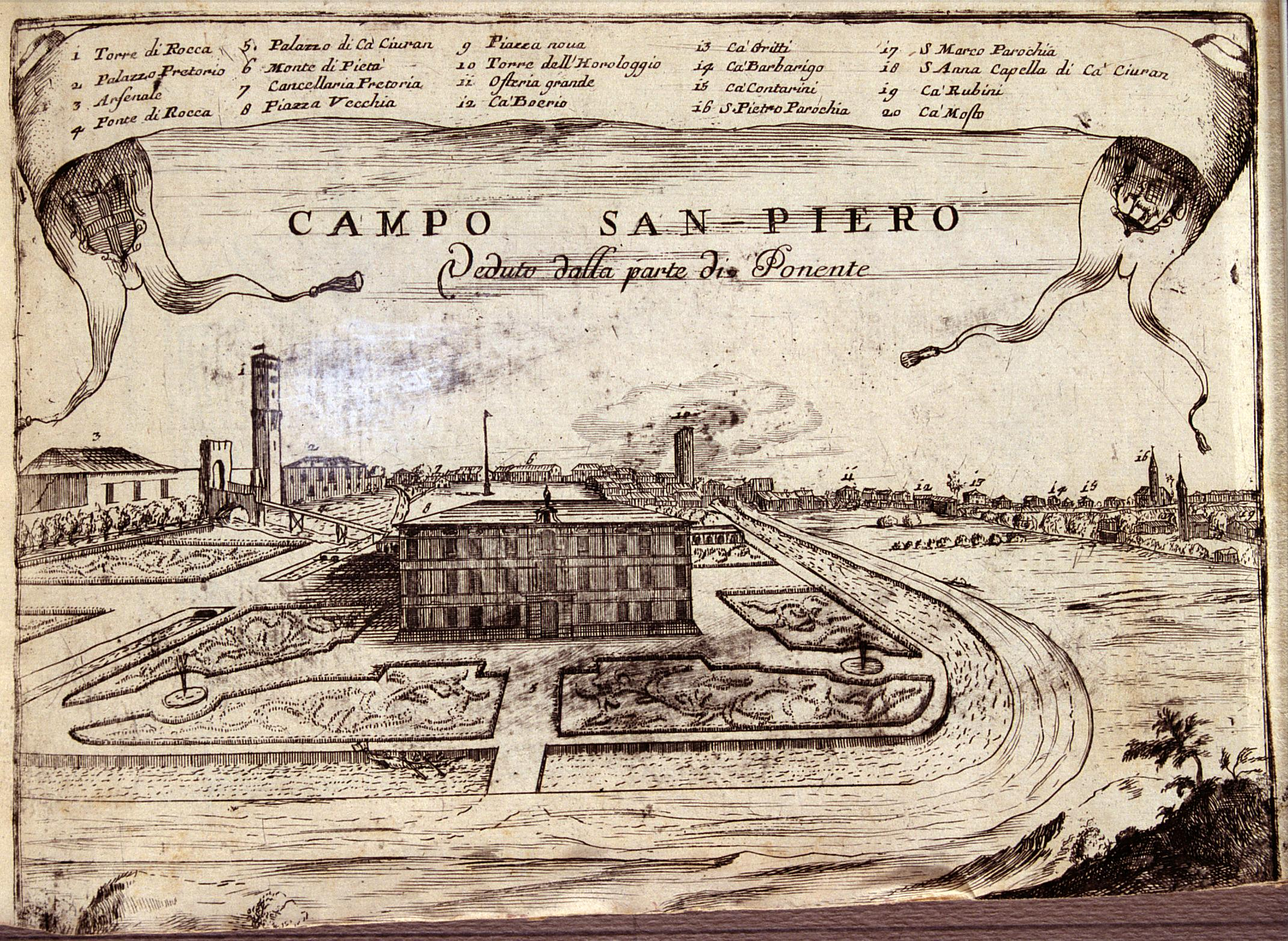
Camposampiero a inizio 700 - Coronelli - N°10 Torre dell'Horologgio

Nel corso della prima metà del XVIII secolo, la parte terminale della torre risulta essere demolita e ricostruita con funzione di cella campanaria.

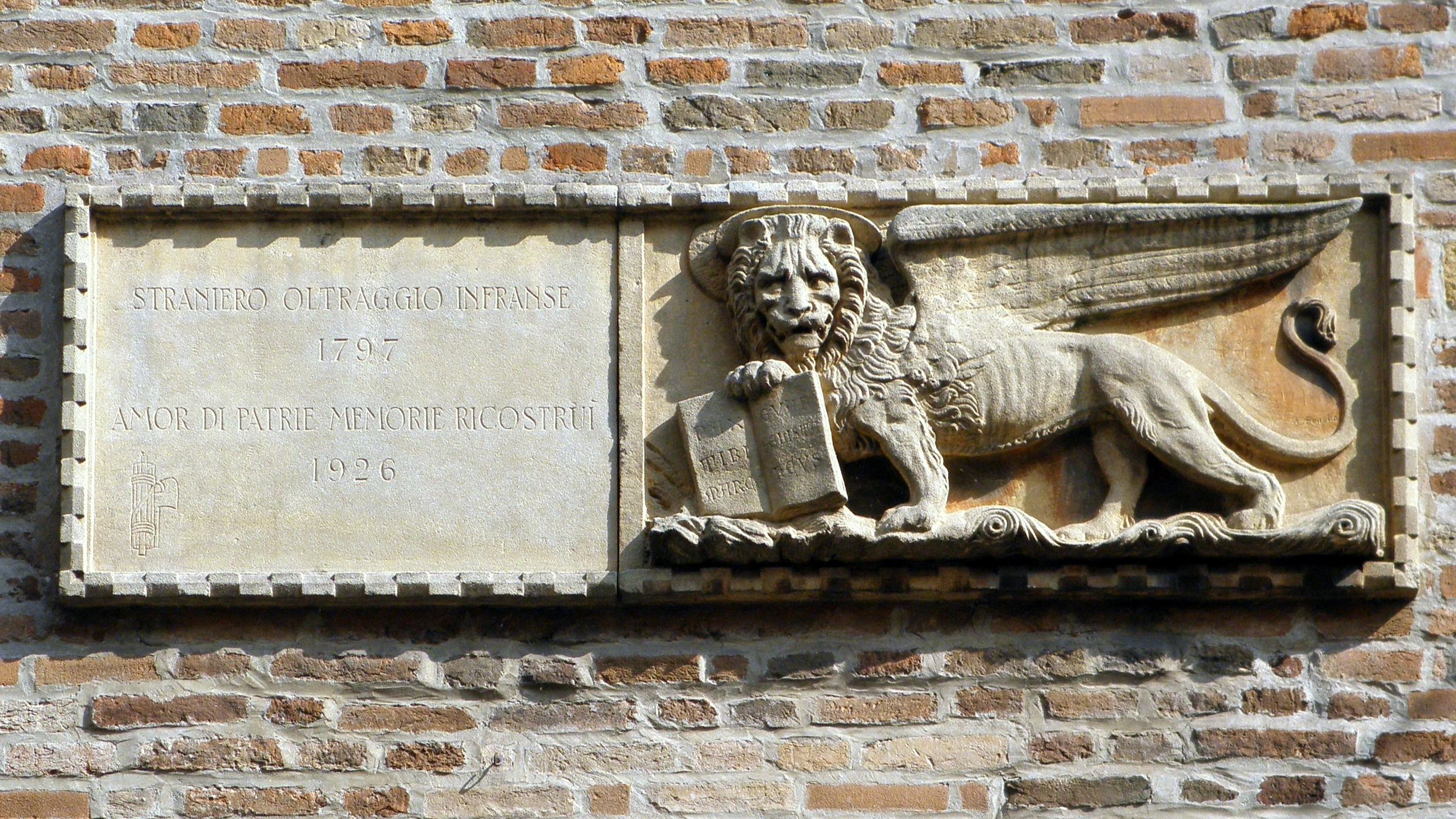
Nuovo bassorilievo con fascio littorio - 1926

Nel 1797, nel corso della napoleonica campagna d'Italia i francesi condotti dal generale Lahoz occuparono il paese e distrussero il bassorilievo rappresentante il Leone di San Marco presente sulla facciata della torre. Dell'antico castello a quel tempo esistevano ormai soltanto le torri, il palazzo della rocca e alcuni ruderi.

### Il Novecento
L'attuale bassorilievo venne sostituito da una nuova scultura nel 1926, opera dello scultore A. Pennello, nel quale viene ricordata appunto la distruzione da parte dei francesi della precedente opera. Come solitamente era in uso a corredo dei monumenti commemorativi posti all'epoca del ventennio fascista, l'opera presenta un fascio littorio nell'angolo in basso a sinistra.
A inizio Novecento la torre è rappresentata nella pala dell'altare di Sant'Antonio, ospitata nella parete destra della chiesa dei Santi Pietro e Paolo.
Per anni adibito ad attività commerciali, il piano terra ospita oggi uno spazio espositivo per mostre temporanee.

## Descrizione
La torre ha pianta quadrata di circa 6,50 m di lato e altezza di circa 24 m, con struttura interamente costruita in mattoni di cotto, senza utilizzo di pietra e sasso.
Le murature hanno spessore di poco meno di un metro alla base, per arrivare fino ai 50 cm alla sommità. L'interno risulta suddiviso in altezza da solai costituiti da travi e tavolati di legno. Dal piano terra, per mezzo di una scala in legno si accede ai piani superiori.
L'edificio integra inoltre due orologi, rispettivamente ospitati nelle facciate Nord e Sud.
Alla quota di 15 metri l'intero perimetro è interessato da una serie continua di aperture ad arco murate, poco sopra le quali termina ciò che resta della torre originaria.
La parte terminale risulta essere demolita e ricostruita nel corso della prima metà del Settecento andando a costituire la cella campanaria, aperta sui quattro lati con bifore arcate di uguale forma e dimensione.
Il tetto ha la struttura di legno, con manto di coppi ed è composto di quattro falde di cui quella sud è dotata di abbaino.